# Realitní kancelář STING
Realitní kancelář STING, s.r.o. je česká realitní kancelář se sídlem v Třinci, založená v roce 1997 Martinem Zarembou jako společnost s ručením omezeným. Patří k největším společnostem na českém realitním trhu, na Moravě je dokonce jedničkou, ale není členem Asociace realitních kanceláří. Má pobočky ve 40 českých městech a dvou městech na Slovensku, kde podniká od roku 2007.
Obrat zobchodovaných nemovitostí Realitní kanceláře STING v roce 2007 činil asi 2,5 miliardy Kč, její vlastní obrat pak více než 140 miliónů Kč, přičemž zaměstnávala 210 pracovníků. Denně nabízí okolo 5000 nemovitostí  z celé České republiky. Během prvního desetiletí své historie zrealizovala prodej přes 10 000 z nich, což představuje peněžní prostředky zhruba 10 miliard Kč.

## Firemní symbolika
Slovo sting (anglicky „žihadlo“) v názvu realitní kanceláře má symbolizovat dravost, útočnost, v logu je včela, což asociuje pracovitost. Žlutá barva z loga dominuje interiérům poboček. Od roku 2007 užívá firma slogan „Lidé na prvním místě“, který nahradil dřívější „Hledáte bydlení, máme řešení“.
V roce 2009 přišli s konceptem Klientského servisu nabízející služby jako STING Detektiv a to podpořeno sloganem Dáme Vám víc! 

## Realitní skupina STING
Realitní skupina STING je seskupení firem na realitním trhu umožňující poskytovat komplexnější služby. Jejich společným vlastníkem je Martin Zaremba. Členové skupiny:
- Realitní kancelář STING, s.r.o.[2] – zprostředkování koupě, prodeje nebo pronájmu realit,
  - STING Realitní kancelář - rezidenční trh nemovitostí (byty, domy, pozemky)
  - STING Komerční nemovitosti (specializované oddělení) – věnuje se komerčním realitám,
  - STING Finance (specializované oddělení) - věnuje se poskytování půjček, oddlužením nemovitostí a řešením exekucí
- STING Development, s.r.o.[12] – nová výstavba, inženýrská činnost
- MAX FINANCE, s.r.o.[13] – kompletní servis při vyřizování úvěru,pojištění osob a majetku, investice a spoření
- KREDIT FINANCE, s.r.o.[14] – výkup nemovitostí, řešení problémů souvisejících s dluhy.
- STING uzavřený investiční fond, a.s.[15] – rychlé financování odkupu nemovitostí, jejich zhodnocení a investice

## Historie firmy
V roce 1997 se Martin Zaremba rozhodoval, jak naložit se sto tisíci korunami, které vydělal při práci v oblasti pojišťovnictví. Absolvoval desetidenní seminář o nemovitostech a založil realitní kancelář. Firma začínala z kanceláře o dvou lidech. Jak majitel podotýká, začátky byly těžké, neměl zkušenosti, know-how ani kapitál. Svůj úspěch připisuje tomu, že měl štěstí na lidi.
Firma nejprve expandovala v rámci Moravskoslezského kraje, poté Moravy. Od roku 2005 se firma postupně zabydluje i v českých regionech.
Nárůst obratu v roce 2006 činil 35 % oproti roku předešlému, takže kancelář dosáhla obratu 100 miliónů korun.
Rok 2007, v němž kancelář oslavila 10 let své existence, byl pro ni důležitý i z mnoha dalších ohledů. Během tohoto roku zobchodovala více než 3000 nemovitostí a překročila tak metu 10 000 zrealizovaných obchodních případů od svého založení, které v ceně nemovitostí představují hodnotu zhruba 10 miliard Kč. Obrat se zvýšil oproti předchozímu roku o 40 % na více než 140 miliónů Kč. Během roku se podařilo otevřít 11 nových poboček, a navýšit tak jejich počet v Česku na 27. Kromě toho kancelář otevřela na konci listopadu první slovenskou pobočku v Žilině a stala se tak společností se zahraniční působností. Zvýšení počtu poboček si vyžádalo také radikální zvýšení počtu zaměstnanců o sto lidí na 210 a zásadní změny v organizační struktuře.
Těsně před Vánoci roku 2008 firma slavnostně otevřela nové čtyřpodlažní bezbariérové Centrum realitních služeb v Třinci, které se stalo jak sídlem realitní kanceláře, tak i sídlem celé Realitní skupiny STING. Rok trvající přestavba chátrajícího domu z 30. let 20. století, v němž byl kdysi obchod s obuví firmy Baťa, stála přes 40 miliónů korun. Důvodem  volby Třince jako lokality pro sídlo byly osobní vazby majitele vůči tomuto svému rodnému městu.
V roce 2013 došlo ke změně ve vedení společnosti a ředitelem se stal Zbyněk Chobot, do té doby ředitel dceřiné společnosti Max Finance. Od roku 2014 nabízí STING franšízovou licenci pro region Čech.

## Kontroverze
Televize Nova odvysílala v pořadu Občanské judo dne 7. září 2008 reportáž o Realitní kanceláři STING. Kancelář podle ní získala prostřednictvím kupní smlouvy byt v Havířově, který vzápětí pronajala. Kupní smlouvu na tento byt uzavřela s osobou, která ovšem podle pravomocného rozsudku byt získala od původní majitelky podvodem; z tohoto důvodu soud kupní smlouvu prohlásil za neplatnou a uložil RK Sting byt vydat původní majitelce. Přestože rozhodnutí nabylo právní moci, kancelář odmítala byt vydat a dále jej pronajímala. Dopustila se tak protiprávního jednání nerespektováním pravomocného rozhodnutí soudu.
Podle JUDr. Miroslava Dudy z Asociace realitních kanceláří svou činností poškodila důvěru klientů v celý realitní trh a tato situace měla by vést ke zvážení zavedení licence k provozování realitních služeb, aby se opakování takového jednání do budoucna zabránilo.
Realitní kancelář STING se proti rozhodnutí soudu odvolala k Nejvyššímu soudu České republiky a ten 18. října 2011 předchozí rozsudky zrušil a vrátil zpět Okresnímu soudu.
Tento soudní spor skončil následně pravomocným usnesením soudu I. stupně o zastavení řízení.
Jedná se o rozsudek Nejvyššího soudu České republiky ze dne 18. října 2011, č.j. 26 Cdo 2237/2008-180, kterým byl zrušen rozsudek Krajského soudu v Ostravě ze dne 5. října 2007, č.j. 42 Co 364/2007-116 a rozsudek Okresního soudu v Karviné - pobočky v Havířově ze dne 23. ledna 2007, č.j. 111 C 112/2005-83, ve znění opravných usnesení z 11. července 2007, č.j. 111 C 112/2005-101, z 12. listopadu 2007, č.j. 111 C 112/2005-122, a z 24. ledna 2008, č.j. 111 C 112/2005-153. 